# أب انجير (كوهستان)
أب انجير (بالفارسية: آب انجیر) هي قرية تقع في إيران في Kuhestan Rural District. يقدر عدد سكانها بـ 55 نسمة بحسب إحصاء 2016.